# 469219 Kamoʻoalewa
469219 Kamoʻoalewa (2016 HO3) este un asteroid din apropierea planetei Pământ, descoperit la 27 aprilie 2016 prin programul Pan-STARSS, la Observatorul Haleakalā de pe insula hawaiană Maui. Este un exemplu de obiect cosmic, a cărui orbită îl ține permanent în apropierea imediată a Pământului (este un cvasisatelit).

## Caracteristici
Kamoʻoalewa este un asteroid Apollo, descoperit de la telescopul Pan-STARRS. Este considerat ca fiind probabil cel mai stabil cvasisatelit al Pământului. Potrivit calculelor de la NASA, este un cvasisatelit al Pământului de aproape o sută de ani. Stabil, acesta ar trebui să rămână încă mai multe secole. 

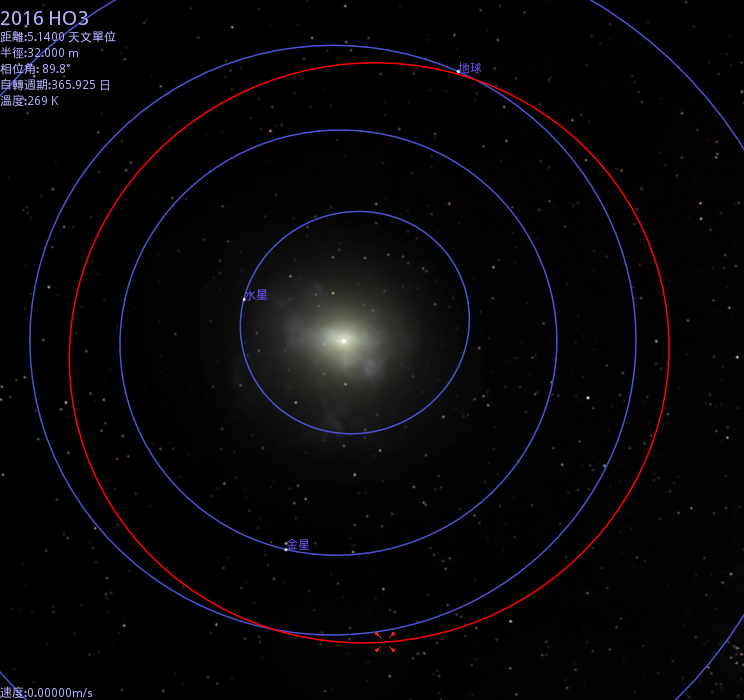
Orbita asteroidului (469219) Kamoʻoalewa (în roșu)

Precedentul obiect descoperit de acest tip, 2003 YN107, nu a rămas pe orbită în jurul Pământului decât vreo zece ani.
469219 Kamoʻoalewa nu se apropie niciodată la mai puțin de 14 milioane de kilometri de Pământ, mișcarea sa oscilantă îl menține între
38 și 100 de ori distanța dintre Terra și Lună.

## Compoziție și origine
Factorul de reflexie al Kamoʻoalewa indică faptul că este constituit îndeosebi silicați și că suprafața sa a suferit o importantă eroziune spațială. Comparat cu spectrul altor eșantioane terestre și extraterestre, se aseamănă cel mai mult cu eșantioanele provenite  de pe Lună: Kamoʻoalewa ar putea fi un fragment al Lunii, smuls printr-un impact.

## Galerie

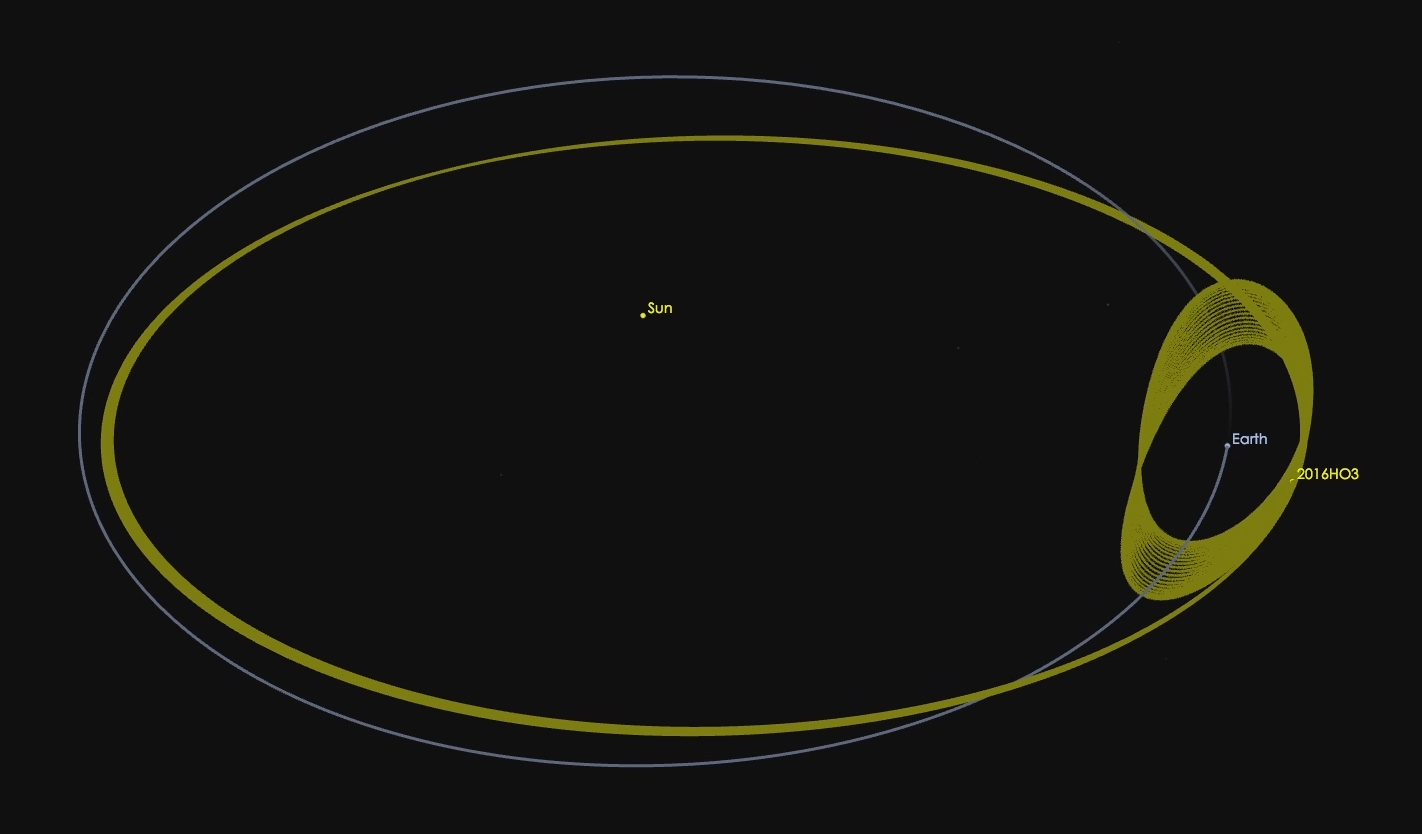
Asteroidul (469219) Kamoʻoalewa este un companion permanent al Pământului, aici într-un sistem de referință în rotație, Terra fiind reprezentată fixă.
- Asteroidul (469219) Kamoʻoalewa pe orbită în jurul Soarelui și Pământului.

## Explorare
China și-a anunțat, la 18 aprilie 2019, intenția să exploreze obiectul. Sonda Zheng He trebuie să aducă eșantioane de sol și totodată să lanseze un modul spre 
cometa 133P/Elst-Pizarro, în 2025.

## Nume
Kamoʻoalewa face aluzie la un obiect ceresc care oscilează, ca traiectorie pe cer, văzut de pe Terra, în limba hawaiiană.
Numele asteroidului a fost conceput de către A Hua He Inoa, de la Centrul Astronomic ʻImiloa din Hawaii.

## Veziși
- Lista planetelor minore
- Obiect potențial periculos
- Cvasisatelit